# Tausend Melodien
Tausend Melodien ist ein deutscher Musik- und Liebesfilm aus dem Jahre 1956 von Hans Deppe mit Bibi Johns, Martin Benrath und Gardy Granass in den Hauptrollen.

## Handlung
Frühling in Heidelberg, Examenszeit. Am dortigen Konservatorium beeindruckt der junge Geiger und Musikstudent Martin Hoff mit einer Abschlussvorführung, die seine künstlerische Klasse verrät. Die Schlager- und Chansonsängerin Irina Servi ist begeistert von seinem Können und möchte ihn und einige seiner nicht minder begabten Freunde dazu verpflichten, sich zu einer Unterhaltungsmusikband zusammenzuschließen und sie bei ihrer anstehenden Tournee zu begleiten. Die brave, altruistische Barbara, die schon seit langem heimlich für Martin schwärmt, rät ihm zu, und auch seine Freunde und ehemaligen Lehrer raten dem Nachwuchskünstler, das lukrative Angebot anzunehmen. Doch Martin sagt nein, denn er strebt nicht nach der schnellen Mark, sondern vielmehr nach der hohen Kunst, und die wird er, da ist sich Martin sicher, nicht im Schlagertralala finden. Er glaubt auch, dass er es seinem älteren Bruder Thomas, der in der heimatlichen Sägemühle schuftet und Martins Ausbildung finanziert hat, schuldig ist, nicht für U-Musikschund studiert zu haben. Martin ist sich völlig im Klaren: Er will klassische Musik spielen, Konzerte geben und nicht sein Talent an die schnöde Beschallung der Massen vergeuden.
Barbara kann Martins Haltung nicht verstehen, sie findet diese auch egoistisch. Das Sägewerk bringt kaum mehr Geld ein, und es wäre höchste Zeit, so findet sie, dass Martin Thomas und dem Rest der Hoffschen Familie durch ordentliche Einkünfte als Unterhaltungsgeiger etwas zurückzahlt. Sie empfindet ihren Liebsten als abgehoben und kehrt daher enttäuscht aus Heidelberg in beider Heimatort Kirchweiler heim. Derweil lässt Irina nicht locker und versucht weiterhin Martin davon zu überzeugen, an ihrer Seite aufzuspielen. Doch der bleibt stur und lässt sich stattdessen von Irinas Manager die Kosten für sein erstes geplantes Konzert errechnen. Die Summe ist zwar ziemlich happig, doch Martin glaubt, Thomas noch einmal um eine Finanzspritze bitten zu können. Daheim in Kirchweiler wird Martin von seiner Familie – den jüngeren Geschwistern und seiner Mutter – als neuer Stargeiger mit großem Jubel empfangen. Thomas muss Martins Geldwunsch jedoch abschlagen, den von der Bank erhaltenen Kredit benötigt er dringend für die Modernisierung des Sägewerks. Auch Martins Freunde können oder wollen nicht aushelfen, und so wird das fröhliche Maifest daheim für den ambitionierten Violinisten ein Ort des Frustes.
In seiner Niedergeschlagenheit lehnt Martin es sogar ab, mit Barbara, die ihm noch immer in Liebe zugetan ist, zu tanzen. Thomas nutzt diese Gelegenheit aus und schwingt, statt seinem Bruder, mit der jungen Frau das Tanzbein. Es kommt daraufhin zu einer lautstarken Auseinandersetzung zwischen den Brüdern, in der Martin nachdrücklich von Thomas eine erneute finanzielle Zuwendung fordert, die dieser ebenso eindeutig ablehnt. Daraufhin nimmt sich Martin heimlich das Geld und reist sofort aus Kirchweiler ab. Das Konzert kann nun stattfinden … und endet in einem Fiasko. Martin ertränkt sein Selbstmitleid mit viel Alkohol in einer Bar, in der Irina ihn schließlich entdeckt. Sein Hochmut ist gebrochen, und Martin nimmt nunmehr Irinas Angebot an, sie auf ihrer Konzerttournee zu begleiten. Diese wird ein voller Erfolg, und Irina und Martin reisen von Stadt zu Stadt. Die Irina begleitende Band wird immer größer, und der Violinist und die Sängerin finden bald auch privat zueinander. Im fernen Kirchweiler trösten sich in der Zwischenzeit die sitzengelassene Barbara und der bestohlene Bruder Martins. Auch die zwei verlieben sich ineinander und planen bald ihre Hochzeit. Im Moment der Eheschließung von Barbara und Thomas im Kirchweiler Gotteshaus ist es der reuige Martin, der auf der Empore hervortritt und den beiden Liebenden auf seiner Geige ein Hochzeitsständchen fiedelt.

## Produktionsnotizen
Die Dreharbeiten fanden im Frühjahr 1956 unter anderem in Michelstadt, Mudau (Ünglert) und Heidelberg statt, die Uraufführung erfolgte am 28. Juni 1956 in Nürnberg.
Wilhelm Gernhardt übernahm die Herstellungsleitung, Johannes J. Frank die Produktionsleitung. Willi A. Herrmann und Heinrich Weidemann gestalteten die Filmbauten. Walter Hrich diente als einfacher Kameramann unter der Leitung von Fritz Arno Wagner.

## Kritiken
Im Lexikon des Internationalen Films heißt es: „Belangloser Unterhaltungsfilm mit Heimatfilm-Anleihen, der durch auf Rührung getrimmte Akzente und die bis zum Überdruß dargebotenen, aber wenig aufregenden Musikeinlagen kaum an Reiz gewinnt.“